# Anaconda (Gold Reef City)
Anaconda in Gold Reef City (Johannesburg, Gauteng, Südafrika) ist eine Inverted-Stahlachterbahn vom Modell Inverted Roller Coaster des Herstellers Giovanola, die 1999 eröffnet wurde. Sie ist die einzige Achterbahn diesen Modells vom Hersteller und der einzige existierende Inverted Coaster in Südafrika.
Die 746 m lange Strecke erreicht eine Höhe von 34 m und hat fünf Inversionen: zwei Loopings, eine Zero-g-Roll, die sich zwischen den beiden Loopings befindet und einen doppelten Korkenzieher. Der Zug erreicht auf der Strecke eine Geschwindigkeit von 90 km/h und setzt die Fahrgäste maximal einer Beschleunigung von 3,5g aus.

## Züge
Anaconda hat einen einzelnen Zug mit zehn Wagen. In jedem Wagen können zwei Personen (eine Reihe) Platz nehmen. Als Rückhaltesystem dienen Schulterbügel.